# The Wolf Song
The Wolf Song (El canto del lobo en España) es una película estadounidense de 1929, del género wéstern, dirigida por Victor Fleming y protagonizada por Gary Cooper y Lupe Vélez.

## Sinopsis
Sam Lash es un trampero que no conoce otra cosa que la llamada de la aventura. Por casualidad, conoce a Lola Salazar, la hija de una rica familia mexicana y se casa, a pesar de su aversión por el matrimonio. Pero muy pronto, añora su antigua existencia y decide reunirse con sus antiguos compañeros...

## Reparto
- Gary Cooper - Sam Lash
- Lupe Vélez - Lola Salazar
- Louis Wolheim - Gullion
- Constantine Romanoff - Rube Thatcher
- Michael Vavitch - Don Solomon Salazar
- Ann Brody - Duenna
- Russ Columbo - Ambrosio Guiterrez
- Augustina Lopez - Louisa
- George Regas - Black Wolf
- Leone Lane
- Guy Oliver[1]

## Banda sonora
- "Love Take My Heart" (Arthur J. Lamb y  A. Teres)
- "Mi Amado" (Harry Warren, Sam Lewis y Joe Young)
- "Yo Te Amo Means I Love You" (Richard A. Whiting y Al Bryan)[3]